# Allan McNish
Allan McNish (Dumfries, Dumfriesshire, Escocia, Reino Unido; 29 de diciembre de 1969) es un piloto británico de automovilismo de diferentes disciplinas. Entre sus mayores logros se encuentran tres victorias absolutas en las 24 Horas de Le Mans de 1998, 2008 y 2013, cuatro en las 12 Horas de Sebring de 2004, 2006, 2009 y 2012, cuatro victorias de clase en Petit Le Mans, un título mundial de pilotos del Campeonato Mundial de Resistencia de 2013, y los campeonatos de pilotos de la clase LMP/LMP1 de la American Le Mans Series en 2000, 2006 y 2007, casi todos ellos para la marca alemana Audi.

## Inicios en el automovilismo
Luego de debutar en karting y correr en Fórmula Ford, McNish fue campeón de la Fórmula Vauxhall Británica en 1988 y subcampeón 1989 de la Fórmula 3 Británica. Ese mismo año debutó en la Fórmula 3000 Internacional, donde compitió tres años más. En 1990 lo contrató DAMS, y finalizó en 4.º lugar, con dos triunfos. El equipo fue notoriamente menos competitivo en 1991: sumó puntos en solamente una carrera y finalizó empatado ene la 16.ª colocación. En 1992 pasó al equipo 3001, donde puntuó en tres carreras y culminó 11.º. En 1990 y 1991 también fue piloto de pruebas del equipo McLaren de Fórmula 1. En 1993 no compitió, sino que se sumó a Benetton como piloto de pruebas.
Al no encontrar butaca en la Fórmula 1, McNish volvió a la Fórmula 3000 en 1995. De la mano del equipo de Paul Stewart, llegó al podio en dos ocasiones y finalizó 7°. Luego intentó correr en la Fórmula Nippon y la serie CART, pero no logró concretar ninguna de las dos oportunidades.

## Primeros años en gran turismos (1997-2000)
En 1997, McNish comenzó a competir en gran turismos. Disputó los 1000 km de Suzuka del Campeonato FIA GT, debutó en las 24 Horas de Le Mans y ganó tres fechas del Campeonato IMSA GT, siempre con un Porsche 911 GT1. En 1998, el británico y Yannick Dalmas sumaron cuatro podios con su Porsche 911 GT1 en el Campeonato FIA GT y quedaron quintos en la tabla de pilotos de la clase GT1, detrás de las dos parejas de Mercedes-Benz. Por otra parte, McNish, Laurent Aïello y Stéphane Ortelli ganaron las 24 Horas de Le Mans, y el escocés compitió en la edición inaugural de Petit Le Mans, todo ello con el Porsche 911 GT1. En 1999, corrió seis fechas de la American Le Mans Series para Porsche, sin resultados positivos, y se retiró en las 24 Horas de Le Mans con un Toyota GT-One oficial.
Audi entró en las carreras de sport prototipos en 2000, y fichó para ello a McNish. Él y Rinaldo Capello ganaron seis fechas de la American Le Mans Series, entre ellas Petit Le Mans y la Carrera de los Mil Años en Adelaida, y llegaron segundos tres veces. Con ello, McNish ganó el título de pilotos y Audi el de equipos. Asimismo, llegó segundo en las 24 Horas de Le Mans, nuevamente con Aïello y Ortelli como compañeros de butaca.

## Etapa en Fórmula 1 (2001-2003)
Después de ayudar al desarrollo del automóvil del equipo Toyota Racing durante 2001, retomando su antiguo vínculo con la marca japonesa, McNish ingresó a Fórmula 1 en 2002 como piloto titular. Participó en 17 grandes premios, empezando con el debut del equipo el 3 de marzo en el Gran Premio de Australia de 2002. Terminó 19.º sin conseguir ningún punto en el campeonato, con un arribó en séptimo y un octavo como mejores resultados, debido a la falta de experiencia del equipo en su primera temporada en la F1. Al igual que su compañero Mika Salo, fue despedido al final del año. En 2003 fue el piloto de pruebas para Renault, pero al año siguiente volvió a su exitosa carrera en el mundo de los automóviles deportivos.

## Retorno a Le Mans y pasaje por el DTM (2004-2005)
McNish encontró sitio en la estructura de Audi, donde participó en numerosas carreras de resistencia. En 2004, ganó las 12 Horas de Sebring, llegó quinto en las 24 Horas de Le Mans, y sumó dos victorias y un segundo lugar en las cuatro fechas de la Le Mans Series, ayudando al equipo a ganar el título de equipos de LMP1. Todas las carreras tuvo a Pierre Kaffer como compañero de butaca, y a Frank Biela como tercer piloto en las dos primeras.
En 2005, condujo un Audi A4 oficial para el equipo de Abt Sportsline del Deutsche Tourenwagen Masters, donde finalizó décimo con tres arribos en zona de puntos. También siguió participando en resistencia en un Audi R8 LMP oficial: quedó tercero en las 24 Horas de Le Mans para Champion Racing junto con Biela y Emanuele Pirro; y junto con Ortelli ganaron una fecha y llegaron segundos en dos de la Le Mans Series, en este caso para Oreca.

## Años de éxitos en resistencia (2006-2009)
McNish fue piloto titular de Champion en la American Le Mans Series en 2006, donde él y Rinaldo Capello sumaron ocho victorias en diez carreras (aunque una no fue absoluta), incluyendo las 12 Horas de Sebring y Petit Le Mans, por lo cual se llevaron los títulos de pilotos y equipos de la clase LMP1 por amplísimo margen. Asimismo, McNish, Capello y Tom Kristensen llegaron terceros en las 24 Horas de Le Mans. La historia se repitió en 2007: en doce fechas de la American Le Mans Series, McNish y Capello obtuvieron nueve victorias en la clase LMP1 y ganaron el título ambos títulos. No obstante, sólo tres de las victorias fueron absolutas, ya que el reglamento hacía igualmente competitivos a los Audi R10 TDI de la clase LMP1 y a los Porsche RS Spyder de la clase LMP2 del equipo Penske. Así, Penske consiguió ocho victorias absolutas contra cuatro de Audi. Asimismo, McNish, Capello y Kristensen abandonaron en las 24 Horas de Le Mans.
En 2008, McNish corrió únicamente dos carreras de la American Le Mans Series para Audi, las 12 Horas de Sebring y Petit Le Mans; fue vencedor de ambas en la clase LMP1 y ganador absoluto en Petit Le Mans, pero tercero absoluto en Sebring. También corrió en las 24 Horas de Daytona en un Riley Pontiac del equipo Samax. Sus éxitos los logró en Europa, donde ganó las 24 Horas de Le Mans conduciendo un Audi R10 TDI formando equipo con Kristensen y Capello. Asimismo, el británico y Capello ganaron los 1000 km de Silverstone para Audi, pero quedaron fuera del podio de las demás cuatro carreras de la Le Mans Series, de manera que quedaron quintos en la tabla de pilotos y terceros en la de equipos, las que ganaron los otros dos pilotos de Audi.
El británico corrió únicamente tres carreras en 2009, las más importantes del ACO: las 12 Horas de Sebring, las 24 Horas de Le Mans y Petit Le Mans; McNish ganó en Sebring y llegó tercero en las otras dos, todas en el nuevo Audi R15 TDI junto a Capello y las dos primeras con Kristensen como tercero piloto.

## Copa Intercontinental Le Mans (2010-presente)
En 2010, el escocés ganó las 8 Horas de Le Castellet y llegó segundo en los 1000 km de Spa-Francorchamps en preparación de las 24 Horas de Le Mans. En La Sarthe, McNish, Kristensen y Capello completaron el último escalón del podio en el 1-2-3 de Audi. Luego, disputó las tres fechas de la nueva Copa Intercontinental Le Mans: abandonó en las 1000 km de Silverstone, llegaron segundos en Petit Le Mans y segundos en los 1000 km de Zhuhai. Como Peugeot ganó las tres carreras, Audi se quedó sin los títulos de constructores ni equipos.
McNish corrió las siete fechas de la Copa Intercontinental Le Mans 2011, primero con un Audi R15 TDI+ y luego con un Audi R18. Consiguió un tercer lugar, dos cuartos, un séptimo y tres abandonos, entre ellos las 24 Horas de Le Mans, con lo cual Audi perdió ambos títulos nuevamente.
El torneo se convirtió en el Campeonato Mundial de Resistencia para la temporada 2012. McNish disputó las ocho carreras junto a Kristensen, con Capello como tercer piloto en las tres primeras y Lucas di Grassi en la prueba de San Pablo. El escocés ganó en Sebring y subió al podio en las restantes carreras, de modo que él y el danés terminaron subcampeones de pilotos. Asimismo, arribó segundo en las 24 Horas de Daytona al volante de un Riley-Ford de Starworks junto a Ryan Dalziel, Lucas Luhr, Alex Popow y Enzo Potolicchio.
McNish se coronó campeón mundial de pilotos en el Campeonato Mundial de Resistencia 2013 junto con Kristensen y Loic Duval, logrando tres victorias (una de ellas en las 24 Horas de Le Mans), tres segundos puestos y un tercero. También esos resultados ayudaron a que Audi defendiera con éxito el título de marcas. En ese año, disputó las 12 Horas de Sebring para Audi junto con Kristensen y Di Grassi, resultando segundo en la carrera, y las 24 Horas de Daytona con un Riley-Ford de Starworks, llegando sexto junto a Sébastien Bourdais, Dalziel y Popow. El piloto decidió retirarse al finalizar dicha temporada a la edad de 43 años.

## Resultados

### Fórmula 1
(Clave) (negrita indica pole position) (cursiva indica vuelta rápida)

| Año  | Escudería                  | 1       | 2      | 3       | 4       | 5      | 6      | 7       | 8       | 9      | 10      | 11      | 12      | 13     | 14     | 15      | 16     | 17      | Pos. | Puntos |
| ---- | -------------------------- | ------- | ------ | ------- | ------- | ------ | ------ | ------- | ------- | ------ | ------- | ------- | ------- | ------ | ------ | ------- | ------ | ------- | ---- | ------ |
| 2002 | Panasonic Toyota Racing    | AUS Ret | MYS 7  | BRA Ret | SMR Ret | ESP 8  | AUT 9  | MON Ret | CAN Ret | EUR 14 | GBR Ret | FRA 11† | GER Ret | HUN 14 | BEL 9  | ITA Ret | USA 15 | JPN DNS | 19.º | 0      |
| 2003 | Mild Seven Renault F1 Team | AUS TD  | MYS TD | BRA TD  | SMR TD  | ESP TD | AUT TD | MON TD  | CAN TD  | EUR TD | FRA     | GBR TD  | GER TD  | HUN TD | ITA TD | USA TD  | JPN TD |         | -    | -      |

### Campeonato Mundial de Resistencia de la FIA
(Clave) (negrita indica pole position) (cursiva indica vuelta rápida)

| Año  | Escudería             | Clase | Automóvil               | 1   | 2   | 3   | 4   | 5   | 6   | 7   | 8   | Pos. | Puntos | Ref.  |
| ---- | --------------------- | ----- | ----------------------- | --- | --- | --- | --- | --- | --- | --- | --- | ---- | ------ | ----- |
| 2012 | Audi Sport Team Joest | LMP1  | Audi R18 e-tron quattro | SEB | SPA | LMS | SIL | SÃO | BHR | FUJ | SHA | 2.º  | 159    | [ 1 ] |
| 2012 | Audi Sport Team Joest | LMP1  | Audi R18 e-tron quattro | 1   | 4   | 2   | 3   | 3   | 2   | 3   | 2   | 2.º  | 159    | [ 1 ] |
| 2013 | Audi Sport Team Joest | LMP1  | Audi R18 e-tron quattro | SIL | SPA | LMS | SÃO | COA | FUJ | SHA | BHR | 1.º  | 162    | [ 2 ] |
| 2013 | Audi Sport Team Joest | LMP1  | Audi R18 e-tron quattro | 1   | 2   | 1   | 2   | 1   | 2   | 3   | Ret | 1.º  | 162    | [ 2 ] |